# Henk Broeders
Hendrikus Petrus Cornelius (Henk) Broeders (Wagenberg, 29 januari 1959) is een Nederlandse ballonvaarder. Hij is twintigvoudig Nederlands kampioen ballonvaren en in het bezit van meerdere afstand-, hoogte- en duurrecords.

## Biografie
Broeders groeide op in het Brabantse dorpje Wagenberg waar in het begin van de jaren zeventig de Engelse ballonvaarder Simon Faithfull kwam wonen. Broeders vond deze sport zo fascinerend dat hij al snel als crewlid ging helpen met het oplaten en inpakken van de ballon.
Op 2e kerstdag 1973 mocht hij in de Taurus (G-BAWW) zijn eerste ballonvaart mee maken. Piloot was Simon Faithfull en Ad Haarhuis (eerste gebrevetteerde Nederlandse hetelucht ballonvaarder) kreeg een lesvaart. Na deze vaart was Broeders definitief aan het ballonvaren verknocht geraakt. Tijdens de vele crewvaarten die Broeders met Simon maakte mocht hij regelmatig zelf de ballon varen.
Nadat Simon terug naar Engeland verhuisde nam Haarhuis contact met Broeders op om voor hem te crewen. Na enige tijd kreeg hij les van Haarhuis en in maart 1986 behaalde Broeders zijn ballonbrevet. Vanaf toen ging Broeders in dienst van een bedrijf passagiers- en reclame-vaarten uitvoeren. Ook ging Broeders vanaf 1987 deelnemen aan de Nederlandse kampioenschappen ballonvaren. In 1991 werd hij voor het eerst Nederlands kampioen ballonvaren. In 2022 won hij voor de twintigste maal deze titel.